# Тъскарауъс (окръг, Охайо)
Окръг Тъскарауъс (на английски: Tuscarawas County) е окръг в щата Охайо, Съединени американски щати. Площта му е 1479 km², а населението - 90 914 души (2000). Административен център е град Ню Филаделфия.